# Wolfgang Schmidt
Pour les articles homonymes, voir Wolfgang Schmidt (homonymie) et Schmidt.
Wolfgang Schmidt, né le 16 janvier 1954 à Berlin, est un ancien athlète allemand, qui pratiquait principalement le lancer du disque. Son poids de forme était alors de 115 kg pour une taille de 1,99 m. Il a participé aux Jeux olympiques d'été de 1976 à Montréal sous les couleurs de l'Allemagne de l'Est, y remportant la médaille d'argent. Il remporta encore plusieurs médailles, dont un titre, sur la scène européenne. Wolfgang Schmidt a fait les gros titres de la presse en 1982 avec une tentative échouée de passage à l'Ouest puis son émigration en Allemagne fédérale. Il a remporté la médaille de bronze des championnats d'Europe de 1990 pour la RFA.

## Un avenir déjà tracé (1954-1971)

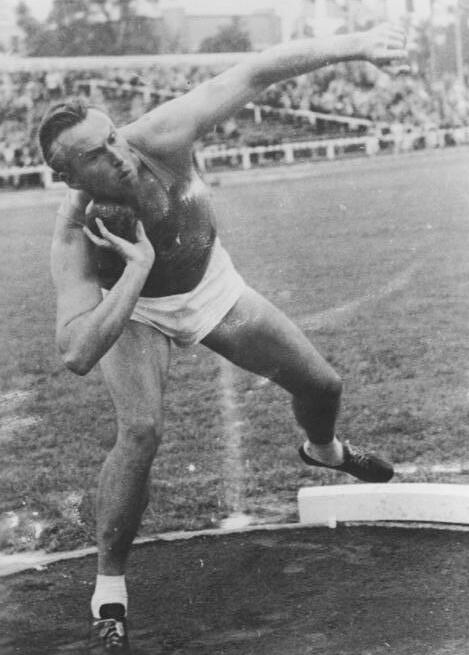
Ernst Schmidt au lancer du poids.

C'est dans l'ombre d'un père, Ernst Schmidt, multiple champion d'Allemagne du lancer du disque, du poids, du pentathlon ainsi que du décathlon que Wolfgang Schmidt se forma. À 11 ans, en 1965, Wolfgang débuta la natation au TSC Berlin. Ce n'est qu'en 1967 à 13 ans, qu'il débuta l'athlétisme sous les couleurs du SC Dynamo de Berlin. Il rentre à la même époque à l'école de sport de Berlin. Cette école visait à réunir les jeunes sportif  aux grands potentiels de la RDA. C'est avec son entraîneur Joachim Spenke qu'il devient en 1969 et en 1970 champion de la RDA de lancer de disque u18 ainsi qu'au lancer du poids en 1971. Il devient apprenti électronicien avant de s'orienter dans les pouvoirs publics.

## Les heures de gloire (1972-1981)

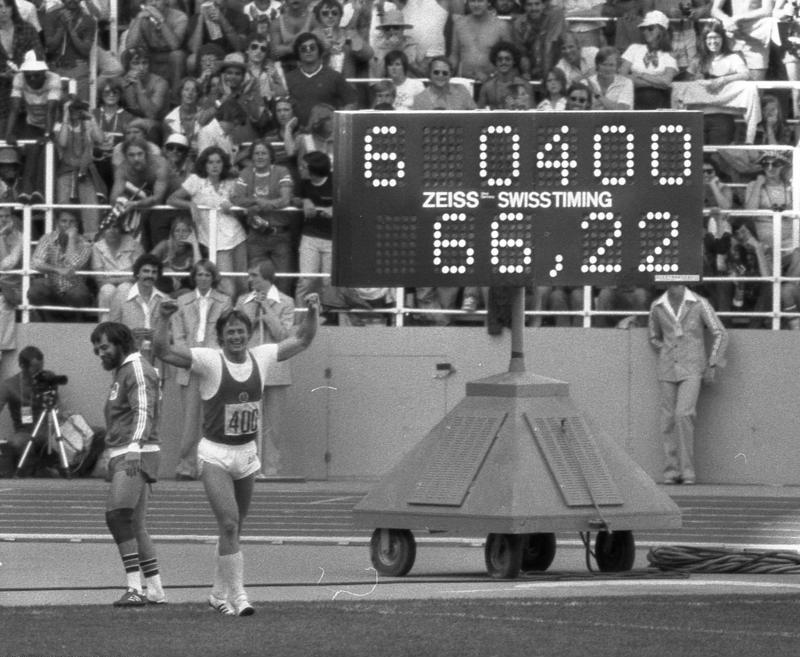
Jeux olympiques de 1976 (2e place).

Après une première place au lancer du disque (58,16m) et une deuxième place au lancer du poids (18,45m) aux Championnats du monde juniors d'athlétisme de 1973, Wolfgang Schmidt réalisa une belle 8e place aux Championnats d'Europe d'athlétisme 1974 à  Rome à seulement 20 ans. En 1976, il devient recordman du monde du lancer du disque Espoirs (u23) avec un jet à 68,60 m à Cologne ,le record est toujours d'actualité, et seul Lawrence Okoye s'en rapprochera en plus de 40 ans avec 68,24 m en 2012. Quelques mois après, il décrocha une médaille d'argent (66,22 m) aux Jeux olympiques d'été de 1976 à Montréal derrière son ami Mac Wilkins. En 1977, il remporta avec la RDA la coupe du monde des nations (1er au disque). Aux Championnats d'Europe d'athlétisme 1978, il devient pour la première et unique fois champion d'Europe du lancer du disque avec 66,82 m. Avec 20,30 m et aux mêmes championnats, il décrocha la médaille de bronze au lancer du poids. Il réitérera à la coupe du monde des nations d'athlétisme 1979 avec l'Allemagne de l'Ouest en remportant à nouveau le lancer du disque et une 3e place au classement général. De 1975 à 1980, il resta invaincu aux Championnats d'Allemagne de l'Est. Wolfgang Schmidt reste à ce jour une des figures de proue du sport au sein de la RDA.

## Fuite de la RDA (1982-1987)
Après une quatrième place aux Jeux olympiques d'été de 1980 due entre autres à une entorse de la cheville pendant l'épreuve et une qualification manquée pour la coupe du monde des nations de 1981 à Rome à la suite d'une deuxième place derrière Armin Lemme, Wolfgang Schmidt décida de tenter sa chance en Allemagne de l'Ouest. Étant membre du club de la police (SV Dynamo) avec le rang de lieutenant dans la Volkspolizei, il était surveillé par la Stasi qui a découvert son plan de fuite. En automne 1982, il fut condamné à un an et demi de prison à Francfort-sur-l'Oder. Un an plus tard, il était libéré et forcé à devenir entraîneur dans un club de la Stasi. Wolfgang Schmidt déposa une demande de départ pour aller poursuivre sa carrière sportive ailleurs. À la fin de l'année 1987, il était autorisé à émigrer en Allemagne de l'Ouest, trop tardivement pour être qualifié pour les Jeux olympiques d'été de 1988 à Séoul. De 1982 à 1987, Wolfgang Schmidt ne participa à aucune compétition d'athlétisme, laissant le doute planer sur ses potentielles chances de médailles aux championnats du monde d'athlétisme de 1983 et de 1987 ainsi qu'aux Jeux olympiques de 1984 et de 1988

## Après le scandale politique (1988-1992)
Wolfgang Schmidt fit son retour en 1988 où il réalisa, cette saison, 68,22 m. La même année, c'est sous le maillot de l'Allemagne de l'Est qu'il fait son apparition. Quelque temps après, un scandale éclate, son nouveau compatriote Jürgen Schult, refusa de serrer la main que lui tendait Wolfgang Schmidt à la fin d'un concours. En 1989, il réalise 70m92 et redevient numéro 1 mondial à 35 ans. En 1990, aux championnats d'Europe de Split, il monte sur la troisième marche du podium au lancer du disque derrière Schult, premier de l'épreuve. En 1991, aux Championnats du monde d'athlétisme, il se classe à la 4e place avec un jet mesuré à 64,76 m. En 1992, il devient champion d'Allemagne devant Jürgen Schult. Mais comme il n'avait pas pris part aux épreuves de qualifications imposées en vue des Jeux olympiques d'été de 1992, il ne fut pas pris en considération pour faire partie de l'équipe olympique allemande. Son rival Jürgen Schult y devint vice-champion olympique. Il prit sa retraite quelque temps plus tard, en 1993, après une blessure au dos. Par la suite, il se retira à San Francisco en 1996 et y devint agent de change et consultant en entreprises avant de devenir entraîneur dans un centre de remise en forme à Bâton Rouge en Louisiane. Il fera quelques apparitions sur les stades américains, qu'il fréquentait précédemment avec son ami Mac Wilkins, en tant qu'entraîneur pour de jeunes lanceurs. Il deviendra également préparateur physique pour des équipes de football américain. Il écrira un livre sur son parcours est-allemand, avec Williams Oscar Johnson, intitulé « Thrown Free ». Il habite maintenant en Floride, près de Miami.

## Performance par année

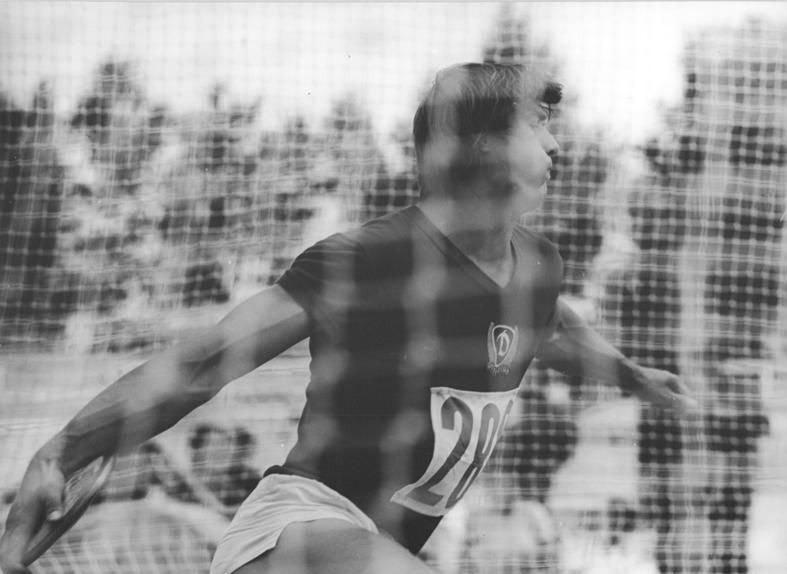
Wolfgang Schmidt en 1974.

| Année | Performance | Lieu                | Date         |
| ----- | ----------- | ------------------- | ------------ |
| 1972  | 57.90m      | Berlin (GER)        | 23 août      |
| 1973  | 61.30m      | Dresde (GER)        | 22 juillet   |
| 1974  | 64.10m      | Berlin (GER)        | 24 août      |
| 1975  | 66.80m      | Dresde (GER)        | 22 juin      |
| 1976  | 68.60m      | Cologne (GER)       | 21 mai       |
| 1977  | 68.26m      | Zurich (SUI)        | 24 août      |
| 1978  | 71.16m      | Berlin (GER)        | 9 août       |
| 1979  | 69.08m      | Berlin (GER)        | 7 juillet    |
| 1980  | 68.48m      | Berlin (GER)        | 9 juillet    |
| 1981  | 69.60m      | Dresde (GER)        | 13 juin      |
| 1988  | 68.22m      | Hafnarfjörður (ISL) | 22 juin      |
| 1989  | 70.92m      | Norden (GER)        | 9 septembre  |
| 1990  | 68.30m      | Modesto (USA)       | 5 mai        |
| 1991  | 66.36m      | Sindelfingen (GER)  | 14 septembre |
| 1992  | 66.86m      | Hafnarfjörður (ISL) | 14 août      |

## Palmarès

### Jeux olympiques
- Jeux olympiques d'été de 1976 à Montréal (Canada)
  -  Médaille d'argent au lancer du disque
- Jeux olympiques d'été de 1980 à Moscou (Union soviétique)
  - 4e au lancer du disque

### Championnats du monde d'athlétisme
- Championnats du monde d'athlétisme de 1991 à Tokyo (Japon)
  - 4e au lancer du disque

### Championnats d'Europe d'athlétisme
- Championnats d'Europe d'athlétisme de 1974 à Rome (Italie)
  - 8e au lancer du disque
- Championnats d'Europe d'athlétisme de 1978 à Prague (Tchécoslovaquie)
  - 3e au lancer du poids, après la disqualification d’un Soviétique
  -  Médaille d'or au lancer du disque
- Championnats d'Europe d'athlétisme de 1990 à Split (Yougoslavie)
  -  Médaille de bronze au lancer du disque

### Championnats d'Europe Junior d'athlétisme
- Championnats d'Europe Junior d'athlétisme de 1973 à Duisbourg (Allemagne de l'Ouest)
  -  Médaille d'or au lancer du disque

### Coupe du monde des nations d'athlétisme
- Coupe du monde des nations d'athlétisme de 1977 à Düsseldorf (Allemagne de l'Ouest)
  - Premier au classement général avec l'Allemagne de l'Est
  - Premier au lancer du disque
- Coupe du monde des nations d'athlétisme de 1979 à Montréal (Canada)
  - Troisième au classement général avec l'Allemagne de l'Est
  - Premier au lancer du disque

### Records
- Record d'Europe du lancer du disque avec 68,60 m  le 21 mai 1976 à Cologne (amélioration de 40 centimètres du précédent record détenu par Ricky Bruch)
- Record d'Europe du lancer du disque avec 68,92 m  le 31 mai 1978 à Berlin (amélioration de 32 centimètres de son précédent record)
- Record du monde du lancer du disque avec 71,16 m  le 9 août 1978 à Berlin-Est (amélioration de 30 centimètres du précédent record détenu par Mac Wilkins, sera battu de 70 centimètres par Yuriy Dumchev)
- Record du monde Espoirs du lancer du disque avec 68,60 m, le 21 mai 1976 à Cologne

## Sources
- (de) Cet article est partiellement ou en totalité issu de l’article de Wikipédia en allemand intitulé « Wolfgang Schmidt (Leichtathlet) » (voir la liste des auteurs).